# Muzeul Județean Botoșani
Muzeul Județean Botoșani a fost înființat la 3 decembrie 1977 în clădirea fostei prefecturi, construită după planurile arh. Petre Antonescu, astăzi monument istoric (cod LMI BT-II-m-B-01937).